# Démographie de l'Eure
La démographie de l'Eure est caractérisée par une densité moyenne et une population jeune, grâce à un taux de fécondité élevé, et en forte croissance depuis les années 1950.
Avec ses 601 305 habitants en 2022, le département français de l'Eure se situe en 43e position sur le plan national.
En six ans, de 2015 à 2021, sa population a diminué de près de 3 050 unités, c'est-à-dire de plus ou moins 510 personnes par an. Mais cette variation est différenciée selon les 585 communes que comporte le département.
La densité de population de l'Eure, 99,6 habitants par kilomètre carré en 2022, est inférieure à celle de la France entière qui est de 107,1 hab./km2 pour la même année.

## Évolution démographique du département de l'Eure
Le département a été créé par décret du 4 mars 1790. Il comporte alors six districts (Évreux, Les Andelys, Bernay, Louviers, Pont-Audemer, Verneuil) et 55 cantons. Le premier recensement sera réalisé en 1791 et ce dénombrement, reconduit tous les cinq ans à partir de 1821, permettra de connaître plus précisément l'évolution des territoires.
Avec 424 248 habitants en 1831, le département représente 1,30 % de la population française, qui est alors de 32 569 000 habitants. De 1831 à 1866, il va perdre 29 781 habitants, soit une baisse de -0,20 % moyen par an, à comparer au taux d'accroissement national de 0,48 % sur cette même période.
L'évolution démographique entre la Guerre franco-prussienne de 1870 et la Première Guerre mondiale est encore négative alors qu'elle croît au niveau national. Sur cette période, la population perd 54 223 habitants, soit une baisse de -14,35 % alors qu'elle croît de 10 % au niveau national. La population poursuit sa baisse la période de l'entre-deux guerres courant de 1921 à 1936 avec -0,22 %, parallèlement à une croissance au niveau national de 6,9 %.
Ce n'est qu'après la Seconde Guerre mondiale, à l'instar des autres départements français, que l'Eure va enfin connaître un essor démographique. 
En 2022, le département comptait 601 305 habitants, en évolution de −0,25 % par rapport à 2016 (France hors Mayotte : +2,11 %).
| 1791    | 1801    | 1806    | 1821    | 1826    | 1831    | 1836    | 1841    | 1846    |
| ------- | ------- | ------- | ------- | ------- | ------- | ------- | ------- | ------- |
| 385 206 | 402 796 | 421 344 | 416 178 | 421 665 | 424 248 | 424 762 | 425 780 | 423 247 |

| 1851    | 1856    | 1861    | 1866    | 1872    | 1876    | 1881    | 1886    | 1891    |
| ------- | ------- | ------- | ------- | ------- | ------- | ------- | ------- | ------- |
| 415 777 | 404 665 | 398 661 | 394 467 | 377 874 | 373 629 | 364 291 | 358 829 | 349 471 |

| 1896    | 1901    | 1906    | 1911    | 1921    | 1926    | 1931    | 1936    | 1946    |
| ------- | ------- | ------- | ------- | ------- | ------- | ------- | ------- | ------- |
| 340 652 | 334 781 | 330 140 | 323 651 | 303 159 | 308 445 | 305 788 | 303 829 | 315 902 |

| 1954    | 1962    | 1968    | 1975    | 1982    | 1990    | 1999    | 2006    | 2011    |
| ------- | ------- | ------- | ------- | ------- | ------- | ------- | ------- | ------- |
| 332 514 | 361 943 | 383 385 | 422 952 | 462 323 | 513 818 | 541 054 | 567 221 | 588 111 |

| 2016    | 2021    | 2022    | - | - | - | - | - | - |
| ------- | ------- | ------- | - | - | - | - | - | - |
| 602 825 | 598 934 | 601 305 | - | - | - | - | - | - |

## Population par divisions administratives

### Arrondissements
Le département de l'Eure comporte trois arrondissements. La population se concentre principalement sur l'arrondissement des Andelys, qui recense 39 % de la population totale du département en 2022, avec une densité de 127,2 hab./km2, contre 38 % pour l'arrondissement de Bernay et 23 % pour celui d'Évreux.
| Arrondissement  | Population(2022) | Variation(2022/2016)                       | Superficie(km2) | Densité(hab./km2) |
| --------------- | ---------------- | ------------------------------------------ | --------------- | ----------------- |
| Les Andelys     | 235 893          | en évolution de +0,07 % par rapport à 2016 | 1 854,4         | 127,2             |
| Bernay          | 225 544          | en évolution de −0,67 % par rapport à 2016 | 3 226,7         | 69,9              |
| Évreux          | 139 868          | en évolution de −0,12 % par rapport à 2016 | 958,7           | 145,9             |
| Source : Insee. |                  |                                            |                 |                   |

### Communes de plus de5 000 habitants

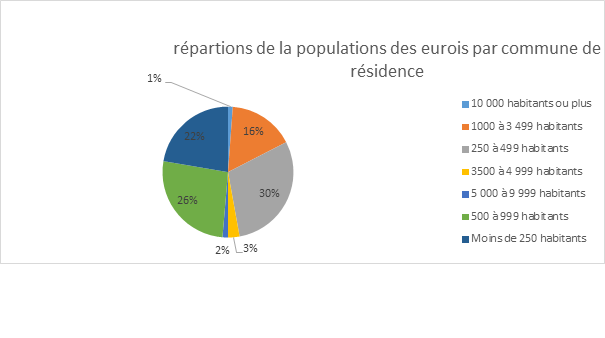
La répartition de la population euroise par taille de la commune de résidence d'après les données fournies par l'Insee en 2016 disponibles à l'état brut

Sur les 585 communes que comprend le département de l'Eure, 48 ont en 2021 une population municipale supérieure à 2 000 habitants, quinze ont plus de 5 000 habitants et cinq ont plus de 10 000 habitants : Évreux, Vernon, Louviers, Val-de-Reuil et Gisors.
Les évolutions respectives des communes de plus de 5 000 habitants sont présentées dans le tableau ci-après.
| Commune                    | Population(2022) | Variation(2022/2016)                        | Superficie(km2) | Densité(hab./km2) |
| -------------------------- | ---------------- | ------------------------------------------- | --------------- | ----------------- |
| Évreux                     | 48 335           | en évolution de −1,15 % par rapport à 2016  | 26,46           | 1 826,7           |
| Vernon                     | 24 841           | en évolution de +4,79 % par rapport à 2016  | 34,92           | 711,4             |
| Louviers                   | 18 347           | en évolution de −4,34 % par rapport à 2016  | 27,06           | 678               |
| Val-de-Reuil               | 12 939           | en évolution de −4,87 % par rapport à 2016  | 25,94           | 498,8             |
| Gisors                     | 12 395           | en évolution de +4 % par rapport à 2016     | 16,67           | 743,6             |
| Pont-Audemer               | 9 950            | en évolution de −4,66 % par rapport à 2016  | 14,66           | 678,7             |
| Bernay                     | 9 801            | en évolution de −5,69 % par rapport à 2016  | 24,03           | 407,9             |
| Les Andelys                | 7 822            | en évolution de −3,41 % par rapport à 2016  | 40,62           | 192,6             |
| Verneuil d'Avre et d'Iton  | 7 262            | en évolution de −11,05 % par rapport à 2016 | 56              | 129,7             |
| Gaillon                    | 6 785            | en évolution de −2,75 % par rapport à 2016  | 10,19           | 665,8             |
| Mesnils-sur-Iton           | 6 142            | en évolution de +36,31 % par rapport à 2016 | 125,03          | 49,1              |
| Vexin-sur-Epte             | 6 026            | en évolution de −1,55 % par rapport à 2016  | 114,49          | 52,6              |
| Saint-Sébastien-de-Morsent | 5 508            | en évolution de −4,21 % par rapport à 2016  | 10,02           | 549,7             |
| Le Val d'Hazey             | 5 156            | en évolution de −6,9 % par rapport à 2016   | 14,37           | 358,8             |
| Pacy-sur-Eure              | 4 975            | en évolution de −2,3 % par rapport à 2016   | 22,03           | 225,8             |
| Source : Insee.            |                  |                                             |                 |                   |

## Structures des variations de population

### Soldes naturels et migratoires depuis 1968
La variation moyenne annuelle est positive, mais en baisse, depuis les années 1970, passant de 1,4 à 0 %.
Le solde naturel annuel qui est la différence entre le nombre de naissances et le nombre de décès enregistrés au cours d'une même année, a baissé, passant de 0,8 à 0,2 %. La baisse du taux de natalité, qui passe de 18,2 à 10,9 ‰, n'est en fait pas compensée par une baisse correspondante du taux de mortalité, qui parallèlement passe de 10,6 à 9,3 ‰.
Le flux migratoire reste positif mais baisse sur la période courant de 1968 à 2015. Il baisse encore et devient négatif sur la période 2015-2021 en passant de 0,1 à −0,2 %. 
| Indicateurs démographiques                       | 1968 à1975 | 1975 à1982 | 1982 à1990 | 1990 à1999 | 1999 à2010 | 2010 à2015 | 2015 à2021 |
| ------------------------------------------------ | ---------- | ---------- | ---------- | ---------- | ---------- | ---------- | ---------- |
| Variation annuelle moyenne de la population en % | 1,4        | 1,3        | 1,3        | 0,6        | 0,7        | 0,5        | -0,1       |
| - due au solde naturel en %                      | 0,8        | 0,5        | 0,6        | 0,5        | 0,4        | 0,4        | 0,2        |
| - due au solde apparent des entrées sorties en % | 0,7        | 0,7        | 0,7        | 0,1        | 0,3        | 0,1        | -0,2       |
| Taux de natalité en ‰                            | 18,2       | 15,1       | 15,0       | 13,5       | 13,1       | 12,7       | 10,9       |
| Taux de mortalité en ‰                           | 10,6       | 9,7        | 9,1        | 8,6        | 8,6        | 8,6        | 9,3        |
| Source : Insee.                                  |            |            |            |            |            |            |            |

### Mouvements naturels sur la période 2014-2022
En 2014, 7 242 naissances ont été dénombrées contre 5 201 décès. Le nombre annuel des naissances a diminué depuis cette date, passant à 6 237 en 2022, indépendamment à une augmentation, mais relativement faible, du nombre de décès, avec 6 125 en 2022. Le solde naturel est ainsi positif et diminue, passant de 2 041 à 112.
Pour des raisons techniques, il est temporairement impossible d'afficher le graphique qui aurait dû être présenté ici.

## Densité de population
La densité de population est en augmentation depuis 1968, en cohérence avec l'augmentation de la population.
En 2021, la densité était de 99,7 hab./km2.
| 1968 |  | 63.8 |  |

| 1975 |  | 70.4 |  |

| 1982 |  | 76.9 |  |

| 1990 |  | 85.5 |  |

| 1999 |  | 90.1 |  |

| 2010 |  | 97.6 |  |

| 2015 |  | 100.2 |  |

| 2021 |  | 99.7 |  |

## Répartition par sexes et tranches d'âges
En 2021, le taux de personnes d'un âge inférieur à 30 ans s'élève à 34,5 %, soit en dessous de la moyenne nationale (35,1 %). À l'inverse, le taux de personnes d'âge supérieur à 60 ans est de 26,4 % la même année, alors qu'il est de 26,6 % au niveau national.
En 2021, le département comptait 291 943 hommes pour 306 991 femmes, soit un taux de 51,26 % de femmes, légèrement inférieur au taux national (51,61 %).
Les pyramides des âges du département et de la France s'établissent comme suit.
| Hommes | Classe d’âge | Femmes |
| ------ | ------------ | ------ |
| 0,6    | 90 ou +      | 1,6    |
| 6,4    | 75-89 ans    | 8,8    |
| 17,3   | 60-74 ans    | 18,1   |
| 20,7   | 45-59 ans    | 20     |
| 18,8   | 30-44 ans    | 18,6   |
| 16,3   | 15-29 ans    | 14,5   |
| 20     | 0-14 ans     | 18,3   |

| Hommes | Classe d’âge | Femmes |
| ------ | ------------ | ------ |
| 0,7    | 90 ou +      | 1,9    |
| 7,0    | 75-89 ans    | 9,5    |
| 16,6   | 60-74 ans    | 17,5   |
| 20,0   | 45-59 ans    | 19,5   |
| 18,8   | 30-44 ans    | 18,3   |
| 18,3   | 15-29 ans    | 16,7   |
| 18,6   | 0-14 ans     | 16,7   |

## Répartition par catégories socioprofessionnelles
La catégorie socioprofessionnelle des ouvriers est surreprésentée par rapport au niveau national. Avec 15,7 % en 2021, elle est 4 points au-dessus du taux national (11,7 %). La catégorie socioprofessionnelle des cadres et professions intellectuelles supérieures est quant à elle sous-représentée par rapport au niveau national. Avec 6,9 % en 2021, elle est 3,2 points en dessous du taux national (10,1 %).
| Catégorie socioprofessionnelle                    | 2015    | 2015 | 2021    | 2021 | Détails de l'année 2021 | Détails de l'année 2021 | Détails de l'année 2021            | Détails de l'année 2021            | Détails de l'année 2021            |
| Catégorie socioprofessionnelle                    | Nb      | %    | Nb      | %    | Hommes                  | Femmes                  | Part en % de la population âgée de | Part en % de la population âgée de | Part en % de la population âgée de |
| Catégorie socioprofessionnelle                    | Nb      | %    | Nb      | %    | Hommes                  | Femmes                  | 15 à 24 ans                        | 25 à 54 ans                        | 55 ans ou +                        |
| ------------------------------------------------- | ------- | ---- | ------- | ---- | ----------------------- | ----------------------- | ---------------------------------- | ---------------------------------- | ---------------------------------- |
| Agriculteurs exploitants                          | 3 770   | 0,8  | 3 511   | 0,7  | 2 573                   | 937                     | 0,1                                | 0,9                                | 0,8                                |
| Artisans, commerçants, chefs d'entreprise         | 17 034  | 3,5  | 17 419  | 3,6  | 11 839                  | 5 581                   | 0,8                                | 5,5                                | 2,4                                |
| Cadres et professions intellectuelles supérieures | 30 199  | 6,3  | 33 567  | 6,9  | 19 446                  | 14 121                  | 1,1                                | 11,7                               | 3,4                                |
| Professions intermédiaires                        | 68 733  | 14,3 | 69 561  | 14,3 | 33 422                  | 36 139                  | 8,2                                | 24,2                               | 5,3                                |
| Employés                                          | 79 138  | 16,5 | 76 390  | 15,7 | 16 707                  | 59 683                  | 14,8                               | 24,3                               | 6,4                                |
| Ouvriers                                          | 82 556  | 17,2 | 76 417  | 15,7 | 58 348                  | 18 069                  | 17,7                               | 24,0                               | 5,9                                |
| Retraités                                         | 131 962 | 27,5 | 137 143 | 28,2 | 62 448                  | 74 695                  | 0,0                                | 0,1                                | 68,5                               |
| Autres personnes sans activité professionnelle    | 66 911  | 13,9 | 71 921  | 14,8 | 29 299                  | 42 622                  | 57,4                               | 9,3                                | 7,4                                |
| Ensemble                                          | 480 303 | 100  | 485 929 | 100  | 234 082                 | 251 847                 | 100                                | 100                                | 100                                |
| Sources : Insee,.                                 |         |      |         |      |                         |                         |                                    |                                    |                                    |